# 2010年美國電影學會獎
2010年美國電影學會獎（英語：American Film Institute Awards 2011）為表彰2010年年度最佳前10大電影與電視劇。

## 10大電影
- 《127小時》
- 《黑天鵝》
- 《燃燒鬥魂》
- 《全面啟動》
- 《非單親關係》
- 《社群網戰》
- 《城中大盜》
- 《玩具總動員3》
- 《真實的勇氣》
- 《冰封之心》

## 10大影集
- 《超級製作人》
- 《如果還有明天》
- 《大西洋帝國》
- 《絕命毒師》
- 《歡樂合唱團》
- 《廣告狂人》
- 《摩登家庭》
- 《太平洋》
- 《星星的孩子》
- 《行尸走肉》

## 外部連結
- 官方网站（英文）
- AFI電影節官方網站（页面存档备份，存于）（英文）